# تابع پروردگی
یک تابع پروردگی یا تابع تغذیه‌ای (به انگلیسی: Trophic function)، برای نخستین بار در معادلات دیفرانسیل مدل کلموگروف شکار-شکارگر معرفی شد. این مورد خطی برهم‌کنش شکار-شکارگر را که ابتدا در معادله لوتکا-ولتررا توصیف شده بود، گسترش می‌دهد. یک تابع پروردگی نشان‌دهنده مصرف طعمه با فرض تعداد معینی از شکارگران است. تابع تغذیه (که همچنین به عنوان پاسخ کارکردی ارجاع می‌شود) به‌طور گسترده در سینتیک شیمیایی، بیوفیزیک، فیزیک ریاضی و اقتصاد استفاده می‌شود. در علم اقتصاد، «شکارچی» و «شکار» به پارامترهای اقتصادی مختلفی مانند قیمت و خروجی کالاها در بخش‌های مختلف مرتبط مانند فرآوری و عرضه تبدیل می‌شوند. این روابط، به نوبه خود، رفتاری مشابه با بزرگی در سینتیک شیمیایی دارند، جایی که آنالوگ‌های مولکولی شکارچیان و طعمه‌ها با یکدیگر واکنش شیمیایی می‌دهند.